# جهر
الجَهْر لغة: الإعلان والظهور، واصطلاحًا: انحباسُ جرَيان النفَس عند النطق بحرف من حروف الجهر، أو قوة الاعتماد عليه في المخرج، أو الوضوح في السَّمع نتيجة تضامِّ الوترَين الصوتيين واهتزازهما وانحباس كثير لهواء النفَس.
وحروف الجهر (أو الحروف المجهورة) هي الحروف المتبقية سوى حروف الهمس، وعددها ثمانية عشر حرفًا:
أ - ب - ج - د - ذ - ر - ز - ض - ط - ظ - ع - غ - ق - ل - م - ن - و -ي.